# Ursula Hirschmann
Ursula Hirschmann (Berlin, 2. rujna 1913. – Rim, 8. siječnja 1991.) bila je njemačka političarka i antifašistička aktivistica, zagovornica europskog federalizma.

## Životopis
Ursula Hirschmann rođena je u Berlinu 2. rujna 1913. u bogatoj židovskoj obitelji kao najstarija od troje djece oca Carla Hirschmanna i majke Hedwige Marcuse. Njezin dvije godine mlađi brat bio je Albert O. Hirschman, koji će kasnije postati poznati ekonomist i kandidat za Nobelovu nagradu, a imala je i sedam godina mlađu sestru Evu. Odrastala je tijekom godina postojanja Weimarske republike i rađanja i uspona nacizma. Godine 1932. upisala je studij ekonomije na Sveučilištu Humboldt u Berlinu, ali već je sljedeće godine bila primorana pobjeći u Francusku zbog nacističkog progona, kamo se sklonio i njezin brat.  Albert je također u početku pohađao isto sveučilište i studirao ekonomiju, što će mu kasnije postati glavni interes. Ursulu je naprotiv više privlačila politika još od njezinih prvih sveučilišnih godina i nastavit će se njome baviti do kraja života. Vrlo mlada pridružila se Socijaldemokratskoj stranci Njemačke, započela se baviti antinacističkim aktivizmom i to je bio razlog njezina bijega u Pariz.

### Brak s Eugeniom Colornijem
Pridružila se bratu u Francuskoj u ljeto 1933. i zajedno su živjeli u Parizu gdje je susrela Eugenija Colornija, kojeg je već prethodno upoznala u Berlinu. Godine 1935. otišla je živjeti s Colornijem u njegov rodni grad Trst, udala se za njega, nastavila studirati i diplomirala njemačku književnost u Veneciji. Zajedno s njezinim suprugom pristupila je ilegalnom pokretu otpora fašizmu. Imali su troje djece, Silviju, rođenu 1937. godine, Renatu, koja će postati jedna od najznačajnijih i nagrađivanih prevoditeljica s njemačkog na talijanski i Evu koja će postati ekonomistica i koja će se 1973. udati za indijskog ekonomista nobelovca Amartya Sena.

### Širenje manifesta Ventotene
Godine 1939. Colorni je uhićen i osuđen na zatvorsku kaznu u kažnjeničkoj koloniji za političke zatvorenike na otoku Ventotene zajedno s Altierom Spinellijem, Ernestom Rossijem i mnogim drugim antifašistima. Pošto Ursuli Hirschmann nije stavljeno na teret nikakvo kazneno djelo, ona nije podlijegala restriktivnim mjerama, te se mogla slobodno kretati između zatvorskog kompleksa i kopna što je iskoristila da prokrijumčari rukopis Ventotenskog manifesta i proširi ga u krugovima pokreta otpora u Rimu i Milanu. U širenju dokumenta pomogle su joj Altierove sestre Gigliola i Fiorella Spinelli i Ada Rossi, supruga Ernesta Rossija, suautora Manifesta.
Njezin muž Eugenio Colorni je kasnije premješten u drugi zatvor u gradu Melfi, ali Ursula je nastavila održavati veze s ventotenskim antifašistima. Colorni je 6. svibnja 1943. uspio pobjeći iz zatvora i doći do Rima gdje je živio u ilegali. Dana 27. i 28. kolovoza 1943. Ursula Hirschmann je zajedno s mužem sudjelovala na osnivačkom sastanku Europskog federalističkog pokreta u Milanu i surađivala u izradi i širenju tajnog lista L'Unità Europea. U međuvremenu je njezin brak ušao u krizu i ona se postupno zbližila sa Spinellijem, kojeg je prvi put upoznala u Ventoteneu. Zajedno su pobjegli u Švicarsku gdje je rođena Diana, prva od njihove tri kćeri. U međuvremenu se Eugenio Colorni pridružio talijanskim partizanima, ali ga je u svibnju 1944. ubila patrola fašističkih skvadrista samo nekoliko dana prije oslobođenja glavnog grada.

### Brak s Altierom Spinellijem
Završetkom rata i smrću svog prvog supruga, Ursula se udala za Altiera Spinellija i zajedno su živjeli u Rimu, gdje su 1946. godine rođene Barbara (koja je kasnije postala novinarka i političarka) i Sara 1955. godine.
Ursula se posvetila formiranju i jačanju Europskog federalističkog pokreta i 1975. godine osnovala je udrugu Femmes pour l'Europe u Bruxellesu. Početkom 1976. godine imala je moždano krvarenje i izgubila je sposobnost govora. Iako je odmah započela terapiju rehabilitacije nikada se nije potpuno oporavila, ali je nastavila aktivno pratiti mužev politički rad, posebice od kad je izabran za člana Europskog parlamenta i sve do njegove smrti 1986.
Ursula Hirschmann umrla je u siječnju 1991. godine, a o njoj se do samog kraja brinula kći iz prvog braka Renata Colorni. Pokopana je na nekatoličkom groblju u Rimu.

## Političko opredjeljenje
Još kao djevojka započela je ilegalnu aktivnost u sklopu otpora nacizmu zbog čega je morala pobjeći u Francusku, a u Parizu se približila krugu socijaldemokrata iz mnogih europskih zemalja. Nakon preseljenja u Italiju pridružila se pokretu otpora fašizmu. S vremenom je postala ključnom figurom u širenju ideja o osnivanju europske federalne države s demokratski izabranim parlamentom i vladom, principima definiranim u Ventotenskom manifestu. Sa završetkom rata nastavila je predano promicati eurofederalizam i snažno podržavala supruga Altiera Spinellija. Osnovala je udrugu Žene za Europu (fra. Femmes pour l'Europe), uvjerena da je potrebno veće sudjelovanje žena u izgradnji europskog projekta. Definirala se građankom bez domovine, odnosno smatrala je Europu svojom domovinom.  Nakon svoje smrti uvrštena je među majke osnivačice Europe.

## Vanjske poveznice
- Ursula Hirschmann Annual Lectures. gender.eui.eu (engleski). European University Institute. Pristupljeno 16. ožujka 2019.
- a cura di Fabio Masini e Roberto Castaldi. Federalismo. Proposte di riforma della convivenza civile. ilponterivista.com. Il Ponte Editore. Inačica izvorne stranice arhivirana 23. svibnja 2019. Pristupljeno 16. ožujka 2019.